# جزایر باندا
جزایر باندا (اندونزیایی: Kepulauan Banda) متشکل است از ده جزیره آتشفشانی در دریای باندا، حدود ۱۴۰ کیلومتری (۸۷ مایل) جنوب جزیره سرام و ۲۰۰۰ کیلومتری (۱۲۴۳ مایل) در شرق جاوه، و بخشی استان ملوک در اندونزی.